# Villeneuve-d'Ascq
Villeneuve-d'Ascq [vilneu̯dásk] je mesto in občina v severnem francoskem departmaju Nord regije Nord-Pas-de-Calais. Po oceni iz leta 2004 je mesto imelo 62.400 prebivalcev.

## Administracija
Villeneuve-d'Ascq je sedež dveh kantonov:
- Kanton Villeneuve-d'Ascq-Jug (del občine Villeneuve-d'Ascq: 33.231 prebivalcev),
- Kanton Villeneuve-d'Ascq-Sever (del občine Villeneuve-d'Ascq: 31.811 prebivalcev).

Oba kantona sta sestavna dela okrožja Lille.

## Zgodovina
Občina je bila ustanovljena 25. februarja 1970 z združitvijo treh občin: Ascq, Annappes in Flers. Združitev mesta z Lillom je bila doslej neuspešna.

## Pobratena mesta
- Chaidari (Grčija),
- Gatineau (Québec, Kanada),
- Iași (Romunija),
- Leverkusen (Nemčija),
- La Possession (Réunion, Francija),
- Stirling (Škotska, Združeno kraljestvo),
- Tournai (Belgija).